# Lamprocoris
Lamprocoris is een geslacht van wantsen uit de familie van de Scutelleridae (Pantserwantsen). Het geslacht werd voor het eerst wetenschappelijk beschreven door Carl Stål in 1864.

## Soorten
Het genus bevat de volgende soorten:

- Lamprocoris formosanus (Matsumura, 1913)
- Lamprocoris giranensis (Matsumura, 1913)
- Lamprocoris lateralis (Guérin-Méneville, 1830)
- Lamprocoris roylii (Westwood, 1837)
- Lamprocoris spiniger Dallas, 1849